# IV (Black Mountain)
IV è il quarto album in studio del gruppo musicale Black Mountain, pubblicato il 1º aprile 2016. Il divario di cinque anni e mezzo tra due album in studio è il più lungo finora. È anche il primo album della band di nuovo lavoro dal loro album di colonne sonore del 2012 per Year Zero.

## Tracce
1. Mothers of the Sun – 8:34
2. Florian Saucer Attack – 3:24
3. Defector – 4:02
4. You Can Dream – 5:32
5. Constellations – 4:01
6. Line Them All Up – 3:54
7. Cemetery Breeding – 4:10
8. (Over and Over) The Chain – 8:48
9. Crucify Me – 4:45
10. Space to Bakersfield – 9:04

- (EN) IV, su MusicBrainz, MetaBrainz Foundation.